# Guillaume Prévost
Guillaume Prévost (Antananarivo, 11 de novembro de 1964) é um escritor e professor de história nascido em Madagáscar mas com cidadania francesa, autor de romances policiais históricos e literatura infanto-juvenil.

## Biografia
Ex-aluno da École Normale Supérieure em Saint-Cloud, se formou em História e tornou-se professor em uma escola secundária na região de Paris, agora leciona em Versalhes.
Ele vive em Versalhes, França.

## Obras

### SérieFrançois-Claudius Simon
- La Valse des gueules cassées (2010)
- Le Bal de l'Équarrisseur (2011)
- Le Quadrille des Maudits (2012)
- La Berceuse de Staline (2014)
- Cantique de l'assassin (2018)

### Outros
- Merci pour ce roman (2016)
- Les Sept Crimes de Rome (2000) Os Sete Crimes de Roma (Vestígio, 2013)
- L'Assassin et le Prophète (2002) O Assassino e o Profeta (Vestígio, 2015)
- Le Mystère de la chambre obscure (2005)

### Livros infanto-juvenil

#### Série O Livro do Tempo
- La Pierre sculptée (2006) A Pedra Esculpida (Galera Record, 2008)
- Les Sept Pièces (2007)  As Sete Moedas (Galera Record, 2009)
- Le Cercle d'or (2008) O Círculo de Ouro (Galera Record, 2010)

#### Outro
- Force noire(2014)

### Quadrinhos/Banda desenhada
- Les Sept crimes de Rome (2019)